# Парк высоких технологий
Парк высоких технологий (ПВТ) — специальный налогово-правовой режим для развития ИТ-бизнеса в Беларуси. Хотя ПВТ не является свободной (специальной или особой) экономической зоной, он представляет собой юрисдикцию, которая функционирует по принципу экстерриториальности. Компании и индивидуальные предприниматели, зарегистрированные в Парке, могут пользоваться предоставляемыми им преференциями в независимости от местонахождения их белорусского офиса.
На территории ПВТ действуют положения белорусского декрета № 8 «О развитии цифровой экономики», подписанного 21 декабря 2017 года и вступившего в силу 28 марта 2018 года. Согласно декрету, до 1 января 2049 года резиденты Парка освобождаются от большинства налогов, включая налог на прибыль.
IT-сектор в целом и конкретно ПВТ как его лидер стали драйвером белорусской экономики в 2005—2020 годах. В 2016 году мобильными приложениями, разработанными резидентами ПВТ, пользовались более 1 миллиарда человек в более чем 150 странах мира. К 2021 году доля компьютерных услуг в общем объёме экспорта страны составила 30 %. В 2020 году объём экспорта ПВТ достиг $2,7 млрд, а в 2021 году — рекордных $3,2 млрд.
На протяжении многих лет ПВТ активно поддерживает стартапы и инновационное предпринимательство, а также реализует многочисленные образовательные программы.

## Описание
Парк высоких технологий (ПВТ) — это экстерриториальная юрисдикция, наделённая правом предоставлять налоговые льготы на систематической основе. Экстерриториальный принцип работы ПВТ означает, что зарегистрированные в нём компании и индивидуальные предприниматели могут пользоваться преференциями Парка независимо от их физического местонахождения в Беларуси и ведения деятельности. Юридическая деятельность компаний регламентируется нормами декрета № 8 «О развитии цифровой экономики», который значительно снижает бюрократическую нагрузку на компании и упрощает ведение бизнеса.
На момент создания ПВТ резиденты парка были освобождены от всех корпоративных налогов, включая налог на добавленную стоимость и подоходный налог. Индивидуальный подоходный налог для сотрудников компаний-резидентов до 2020 года составлял 9 % и не включался в совокупный годовой доход. Резиденты также имели право уплачивать обязательные страховые взносы по сниженной ставке. Через ПВТ физические и юридические лица могут совершать операции с криптовалютами и токенизированными активами.
Цель проекта — создание в Беларуси условий для развития всех отраслей национальной экономики на основе высоких технологий, привлечения иностранных инвестиций, концентрации высококлассных трудовых ресурсов, стимулирования роста научного и производственного потенциала для повышения конкурентоспособности страны на мировом рынке.
На 2020 год резидентами ПВТ являлись 886 компаний, работающих в таких сферах, как медицина, логистика, финтех, электронная коммерция, консалтинг, разработка программного обеспечения для игровых индустрий и агробизнеса и т. д. Эти компании разрабатывали программные продукты и предоставляли IT-услуги клиентам из более чем 67 стран мира.

## История

### Запуск и ранние годы
Согласно официальным данным, идея создания белорусского аналога «Кремниевой долины» впервые была предложена президентом Беларуси Александром Лукашенко во время Недели информационных технологий в 2003 году. В 2004 году Валерий Цепкало и Михаил Мясникович представили конкретный план по созданию Парка высоких технологий (ПВТ). По данным «Ведомостей», одним из инициаторов создания ПВТ был основатель EPAM Systems Аркадий Добкин.
Официальной датой основания ПВТ считается 22 сентября 2005 года, когда президент Беларуси подписал Декрет № 12 «О Парке высоких технологий». Для общей координации работы Парка был создан Наблюдательный совет, а для непосредственного контроля — Администрация с зарегистрированным юридическим лицом. В Декрете № 12 были установлены правовые основы деятельности управляющих органов, определены физические границы Парка (на площади 50 га в районе Уручье), а также сформулированы налоговые преференции для компаний-резидентов: освобождение от ряда корпоративных налогов и обязательного страхового взноса, а также снижение подоходного налога для физических лиц.
Директором ПВТ был назначен Валерий Цепкало, белорусский дипломат, который в 2005 году стал правительственным экспертом Генерального секретаря ООН в области информационных и коммуникационных технологий и информационной безопасности. На старт проекта был выделен президентский кредит в $300 тыс. (через несколько лет ПВТ выплатил его с процентами). Компании начали регистрироваться в ПВТ в 2006 году, первым резидентом стала EPAM Systems Аркадия Добкина, за ней последовали Sakrament IT, System Technologies и ScienceSoft.
В 2010 году резидентами ПВТ были уже 88 компаний с общим числом сотрудников около 8,2 тысяч. По словам Валерия Цепкало, одним из ключевых достижений Парка стало то, что ему удалось значительно снизить «утечку мозгов» из страны. Высокие зарплаты и карьерные перспективы способствовали тому, что молодые специалисты предпочитали оставаться работать в Беларуси, а не уезжать за границу.
В январе 2011 года открылся образовательный центр Парка высоких технологий, а 12 января 2012 года на базе ПВТ был открыт Белорусско-индийский учебный центр по подготовке специалистов для IT-индустрии. Однако темпы строительства инфраструктуры ПВТ отставали от планов. К 2010 году было реконструировано только одно офисное здание, а строительство первых домов для резидентов началось только в сентябре 2011 года.
Под руководством Цепкало ПВТ преимущественно занимался аутсорсингом и демонстрировал стабильный рост: ежегодно резидентами Парка становились 12-15 новых компаний и около 3000 сотрудников, чьи зарплаты в 4 раза превышали средний уровень по стране. Уже в 2013 году объём производства ПВТ достиг $527 млн, а его клиентами стали такие компании, как Barclays, Bank of America, Citibank, Western Union, London Stock Exchange, IBM, Expedia, BP, Chevron, Microsoft, Airbus и другие. Yandex и Google также открыли в Беларуси свои центры разработки.
3 ноября 2014 года Александр Лукашенко подписал Декрет № 4, который внёс изменения и дополнения в Декрет «О Парке высоких технологий». В перечень видов деятельности компаний-резидентов ПВТ были включены новые наукоёмкие направления. В мае 2015 года открылся бизнес-инкубатор ПВТ, где стартапы могли развивать свои идеи.
На 2016 год программное обеспечение, разработанное в ПВТ, поставлялось клиентам из 67 стран, при этом 49,1 % экспорта приходилось на страны Западной Европы, а 43,2 % — на США.
Валерий Цепкало неоднократно озвучивал цель Парка — достичь валютной выручки в 1 миллиард долларов США к 2016 году, однако эта цель была достигнута только в 2017 году. Несмотря на это, результаты работы ПВТ были впечатляющими: к 2016 году мобильными приложениями, созданными резидентами Парка, пользовались более миллиарда человек в 150 странах мира. В 2017 году шесть компаний-резидентов ПВТ были включены в список Global Outsourcing 100: EPAM Systems, IBA Group, Ciklum, Intransition, Intetics, Bell Integrator.
ПВТ стал одним из ведущих инновационных IT-кластеров в Центральной и Восточной Европе. Каждый год здесь появлялись новые успешные проекты, такие как World of Tanks, MSQRD, Viber, Maps.me, Prisma, Apalon Apps, SayGames, Flo и другие. Однако, по состоянию на июнь 2017 года, из более чем 1000 IT-компаний, работавших в Беларуси, только 10-15 % занимались созданием собственных продуктов.

### ПВТ 2.0 и декрет № 8

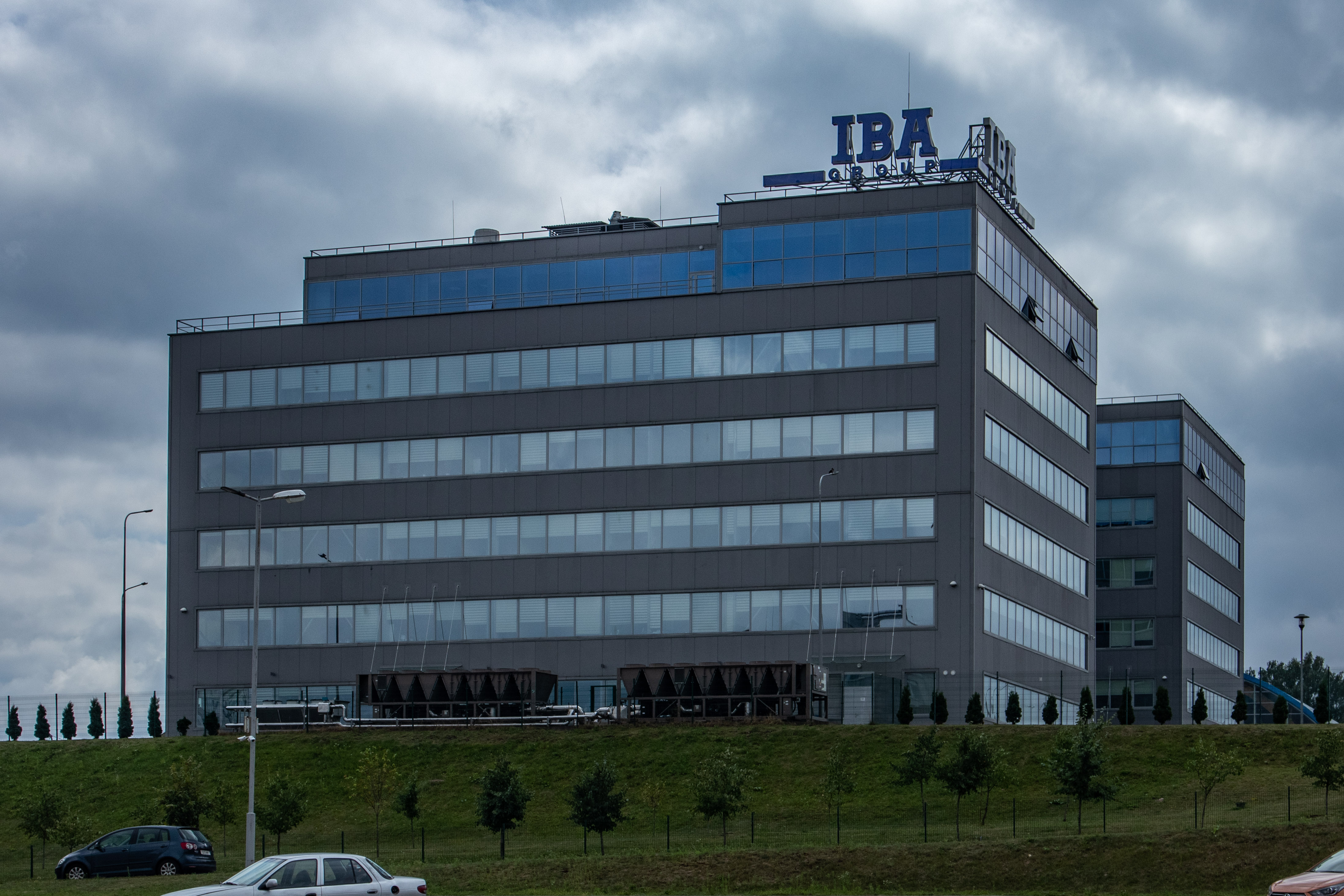
Здание IBA Group в ПВТ, 2021

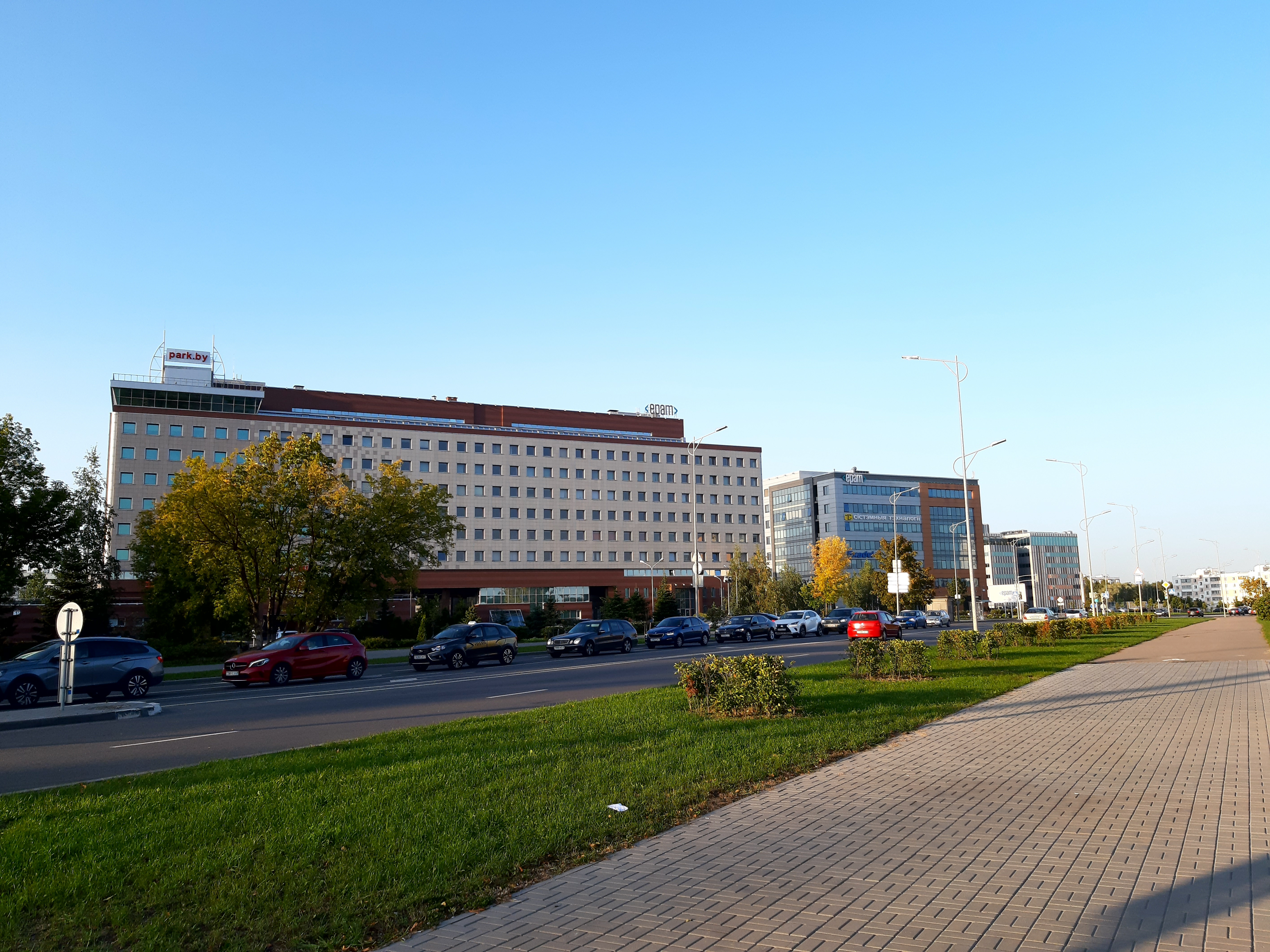
Панорама ПВТ, 2021

Несмотря на значительные успехи ПВТ, в 2017 году развернулась дискуссия о его эффективности и роли в экономике страны. К тому времени эксперты уже давно отмечали перекос в сторону аутсорсинга и роста бизнеса зарубежных компаний. Например, на начало 2017 года из чуть более тысячи ИТ-компаний, работавших в Беларуси, только 10-15 % создавали собственные продукты. Для развития белорусских стартапов также не хватало системы и нормативной базы для венчурного финансирования.
В январе 2017 года на закрытом совещании в Администрации президента было принято решение о разработке плана развития IT-отрасли. 15 марта 2017 года Александр Лукашенко отправил Валерия Цепкало в отставку, назначив директором Администрации Парка высоких технологий Всеволода Янчевского, который с 2013 года отвечал за реализацию государственной политики в области информатизации и высоких технологий.
Под руководством Янчевского была создана рабочая группа из специалистов IT-сферы, представителей ведущих юридических и консалтинговых фирм Беларуси, а также зарубежных экспертов. Эта группа разработала новый правовой документ, который должен был устранить накопившиеся проблемы ПВТ и способствовать дальнейшему развитию IT-отрасли в стране.
Одним из ключевых разработчиков текста декрета, а также автором таких нововведений, как смарт-контракты и институты английского права, стал белорусский юрист Денис Алейников.
После серии закрытых и затем публичных обсуждений документ был представлен президенту и подписан 21 декабря 2017 года. Декрет № 8 «О развитии цифровой экономики», который часто называют «декретом о ПВТ 2.0», белорусские и международные эксперты единогласно оценили как революционный.
Документ значительно упростил ведение IT-бизнеса, ввёл юридические новации на основе английского права, упростил внешнеэкономические сделки и легализовал оборот криптовалют. Это позволило резидентам ПВТ предоставлять услуги криптобирж, криптообменников, привлекать финансирование посредством ICO (англ. initial coin offering и TSO (англ. tokenised securities offering), а также использовать криптовалюты и токены в международных и местных сделках. Физические лица были освобождены от налога на прибыль и НДС при операциях с токенами до 1 января 2023 года. Кроме того, декрет продлил налоговые льготы для резидентов ПВТ до 1 января 2049 года.
|                                                 | 2006 | 2011  | 2016  | 2017    | 2018   | 2019   | 2020   | 2021   | 2022 |
| Общий экспорт IT услуг Беларуси, млн USD        | 47,9 | 274,1 | 956,8 | 1456,4  | 1853   | 2299,5 | 2685   | 3022.4 |      |
| Доля IT услуг в общем экспорте Беларуси         | 2 %  | 5 %   | 14 %  | 18,6 %  | 18 %   | 21,9   | 29.5 % | 30 %   |      |
| Экспорт ПВТ, млн USD                            | 21,9 | 215,2 | 820,6 | 1025    | 1414   | 2200   | 2700   | 3200   | 2700 |
| Доля ПВТ в экспорте компьютерных услуг Беларуси | 46 % | 79 %  | 86 %  | 70,38 % | 76,3 % | 87 %   |        |        |      |

За 6 месяцев после вступления в силу Декрета № 8 экспорт ПВТ вырос на 40 % по сравнению с аналогичным периодом 2017 года. К сентябрю 2018 года к ПВТ присоединились 200 новых компаний.
В ноябре 2018 года Наблюдательный совет ПВТ утвердил дополнительные документы, детализирующие регулирование криптовалютной индустрии. Это способствовало появлению новых проектов: в Беларуси открылся биржа, первой в мире предложившая пользователям токенизированные государственные облигации. За ней последовали несколько блокчейн-стартапов, а в июле 2019 года была запущена классическая криптовалютная биржаЗа ней последовали несколько блокчейн-стартапов, а в июле 2019 года была запущена классическая криптовалютная биржа iExchange.
В период 2017—2019 годов экспорт ИТ-услуг в Беларуси увеличился в 2,4 раза, а за первые 8 месяцев 2019 года ИТ-компании обеспечили 0,5 % из общего прироста ВВП страны в 1,1 %. В 2018 году резиденты ПВТ создали 14,5 % всех новых рабочих мест в стране. Экспорт ИТ-услуг в 2018 году составил 21,2 % всего экспорта услуг и 4,4 % экспорта товаров и услуг страны. В том же году 91,9 % производимого в ПВТ программного обеспечения экспортировалось, из них 49,1 % поставлялось в Европу, 44 % — в США и Канаду, 4,1 % — в Россию и СНГ.
На май 2019 года в ПВТ насчитывалось 505 резидентов, которые экспортировали ИТ-услуги почти в 70 стран мира. США обеспечивали 44 % этого экспорта, что составляло около 900 млн долларов. Более 60 компаний имели американский капитал, а более 280 — сотрудничали с клиентами из США.
В 2020 году доля ИТ-сектора в ВВП Беларуси превысила 4 %, несмотря на то, что в ПВТ работало всего около 1,5 % занятых в экономике страны. Темпы роста экспорта в 2020 году составили 125 %, с рекордным объёмом в 2,735 млрд долларов, а общий объём производства достиг 7,4 млрд рублей с темпом роста 143 %.
В 2018—2019 годах ПВТ посетили около 200 иностранных делегаций, включая президентов Узбекистана, Армении и Молдовы, премьер-министра Кыргызстана, вице-премьера Правительства России Максима Акимова, главу Счётной палаты России Алексея Кудрина, главу Сбербанка Германа Грефа и других. Парк высоких технологий также получил высокую оценку от Госсекретаря США Майкла Помпео:

 «Воодушевлён тем, что увидел в ПВТ. Отличный пример того, как Белоруссия может реализовать свой необычайный потенциал роста дальновидной экономической политикой и разумным регулированием».
В 2020 году темп роста экспорта ПВТ составил 125 %. Общий объём производства достиг 7,4 млрд рублей, что соответствует росту на 143 %. К июлю 2020 года резидентами ПВТ были уже 886 компаний, а число их сотрудников превысило 63 тысячи человек. Среди них были не только белорусские компании, но и предприятия из Великобритании, Германии, Израиля, США и Швейцарии, включая восемь центров разработки крупных международных корпораций. К январю 2020 года ИТ-компании показали наибольший вклад в рост ВВП среди всех отраслей — прирост составил 0,4 %. В конце 2020 года число компаний-резидентов ПВТ достигло 969, а к августу 2021 года — 1054. Большинство новых резидентов представляли собой стартапы, созданные в 2020 и 2021 годах и работающие в Минске и Минском регионе. В ноябре 2020 года был запущен первый легальный обменник криптовалют Whitebird.io, партнёром которого стал крупнейший банк страны — Беларусбанк.

### После 2020
Политический и социальный кризис, разразившийся после президентских выборов 2020 года, серьёзно повлиял на ИТ-сектор и его сотрудников, подорвав успехи предыдущего десятилетия. Репрессии затронули сотрудников и владельцев компаний-резидентов ПВТ, поддержавших оппозицию и участвовавших в протестах. Репутационный ущерб для ПВТ оказался крайне значительным: после 2020 года, когда власти отключали интернет, арестовывали сотрудников и конфисковывали оборудование, зарубежным партнёрам уже нельзя было «продать стабильность» ведения бизнеса в Беларуси и в ПВТ в частности.
В декабре 2020 года правительство отменило льготный подоходный налог для резидентов ПВТ, что также негативно сказалось на отрасли. В 2020—2021 годах из страны уехало не менее 15 тысяч сотрудников ИТ-сферы, а ПВТ покинуло более 40 компаний только за 2021 год.
Вторжение российских войск в Украину и поддержка этого шага Лукашенко стали дополнительным фактором оттока ИТ-бизнеса из Беларуси. За 2022 и первые девять месяцев 2023 года страну покинуло более 170 компаний, включая Flo, Wargaming, Gurtam, WorkFusion, Appodeal, Softeq Development, Arteza, EIS Group, Playrix, SK hynix, Kaseya, и вместе с ними более 17 тысяч специалистов. В январе 2022 года криптобиржа iExchange прекратила деятельность в Беларуси.
12 апреля 2023 года Александр Лукашенко подписал указ № 102, которым реструктурировал руководство ПВТ: вместо Администрации ПВТ были созданы Секретариат Наблюдательного совета, фактически исполняющий те же функции, и Управляющая компания, ответственная за стратегическое развитие Парка — взаимодействие с зарубежными партнёрами, поиск новых рынков и инвесторов. Указ также упоминает, что Секретариат будет координировать взаимодействие с военкоматами и вооружёнными силами по вопросам призыва на службу работников резидентов ПВТ. Текст семи пунктов указа не разглашается и обозначен как «для служебного пользования». Вместе с ликвидацией Администрации ПВТ была упразднена и должность её директора — Владимира Янчевского. В августе 2023 года на посту руководителя ПВТ его сменил Александр Базанов, бывший сотрудник КГБ.
В феврале 2024 года Администрация ПВТ добавила в договор с резидентами пункт, обязывающий руководителей и сотрудников «не допускать распространения информации, дискредитирующей Республику Беларусь, её государственные органы и организации, а также действий, наносящих ущерб репутации их ответственных лиц». По мнению представителей ИТ-сообщества, опрошенных «Нашай Нівай», эта поправка фактически запрещает рассказывать «правду о реальных условиях работы в Беларуси».

## Социальная ответственность

### Образовательные проекты
Парк высоких технологий реализует множество образовательных проектов, направленных на обучение программированию детей и подростков. С 2019 года ПВТ выпускает электронный справочник для абитуриентов по ИТ-специальностям.
Образовательный центр ПВТ проводит переподготовку специалистов с техническим образованием. В 2016 году на базе бизнес-инкубатора ПВТ в Минске было проведено 55 мероприятий (конференций, семинаров, конкурсов, хакатонов и др.), в которых участвовало более 9 тысяч человек.
В 2016 году при участии Министерства образования и ПВТ был запущен проект по обучению школьников 2-6 классов программированию в среде Scratch. К 2019 году компании-резиденты ПВТ поддерживали около 80 совместных лабораторий в белорусских технических университетах.
За 10 лет Образовательный центр ПВТ, включающий IT-Academy (для взрослых) и ITeen Academy (для учащихся от 6 до 18 лет), открыл четыре филиала в Минске, Гродно, Гомеле и Бресте.
Также при поддержке Парка были открыты центры инженерно-технического образования в Глубокском районе (деревня Озерцы, агрогородки Ломаши и Коробы-2), где школьники с 2-го класса изучают программирование, робототехнику, конструирование цифровых устройств на основе микроконтроллеров и готовятся к олимпиадам и конкурсам по программированию Scratch.

### Вклад резидентов ПВТ в борьбу с COVID-19
В период пандемии COVID-19 резиденты ПВТ перечислили в систему здравоохранения Беларуси более 2 миллионов белорусских рублей. Кроме того, они оказывали адресную поддержку больницам, закупая медицинское оборудование, лекарства, средства индивидуальной защиты и другие необходимые материалы. Также резиденты ПВТ внесли вклад в борьбу с COVID-19 через запуск и поддержку различных проектов и инициатив: были созданы бесплатные платформы для аудио- и видеосвязи, онлайн-сервисы для мониторинга симптомов и определения вероятности заражения, а также программы для автоматизации процессов сбора и обработки данных о посещениях пациентов.

## Критика

### Инфраструктура
Согласно генеральному плану, Парк высоких технологий должен был стать воплощением концепции города высоких технологий, где жители могут комфортно жить, работать и отдыхать. Первоначальный проект включал научно-производственную зону с комплексом зданий для компаний-резидентов ПВТ. Однако проект несколько раз пересматривался. Вместо запланированной малоэтажной жилой застройки была построена жилая зона, состоящая из девяти типовых 19-этажных домов на 1184 квартиры для сотрудников компаний-резидентов. По мнению некоторых журналистов, этот квартал стал одним из самых некрасивых примеров современной архитектуры в Минске, а его инфраструктура не соответствует изначальной концепции.

### Деятельность криптовалютных бирж
Несмотря на легализацию криптовалют в рамках декрета № 8, их регулирование в Беларуси остаётся довольно строгим. Жёсткие требования к открытию криптовалютных бирж ограничивают количество желающих заниматься этим бизнесом. Тем не менее если в апреле 2020 года в стране было зарегистрировано только два оператора криптовалютных платформ, то к апрелю 2024 года их число выросло до пяти. С сентября 2024 года физическим лицам и индивидуальным предпринимателям разрешено обменивать и торговать криптовалютами только на белорусских биржах и обменниках.